# Break on Through (To the Other Side)
Break on Through (To the Other Side) ist ein Lied der Doors aus dem Jahr 1967 vom Album The Doors. Es ist die Debütsingle der Band.

## Geschichte
Komponiert wurde das Stück von der Band selbst, aufgenommen wurde es mit Paul A. Rothchild. Die Single wurde im Januar 1967 veröffentlicht und enthielt auf der B-Seite das Stück End of the Night. Die Single erreichte damals nur Platz 126 der Charts in den USA. Dennoch wurde es ein Erkennungslied der Band und wurde live oft gespielt. Im April und Mai 1991 stieg das Stück kurzzeitig in die britischen Charts ein und erreichte Platz 64.
Das Stück ist das erste auf dem selbstbetitelten Debütalbum der Band. Das Label Elektra Records störte sich damals an der Textzeile „she gets high“. Das Wort „high“ wurde auf allen Studioveröffentlichungen bis in die 1990er-Jahre gelöscht. Auf Liveaufnahmen hört man die unzensierte Version. Schlagzeuger John Densmore spielte einen dekonstruierten Bossa-Nova-Backbeat, Organist Ray Manzareks Melodien sind an What’d I Say von Ray Charles angelehnt, wohingegen Gitarrist Robbie Krieger sein Riff aus dem Elmore-James-Titel Shake Your Moneymaker der Butterfield Blues Band entlieh.

## Coverversionen und Verwendung
Die Stone Temple Pilots coverten das Stück auf dem Doors-Tributalbum Stoned Immaculate. Auf dem Sender VH1 sang Pilots-Sänger Scott Weiland das Lied live. Die mexikanische Hard-Rock-Band La Cuca benutzte eine Version als Hidden track auf ihrem Album La Racha.
Blondie spielten den Song mehrfach auf ihren Comebacktourneen von 1997 bis 1999. Es war damals das erste Stück der ersten beiden Shows.
In dem Horrorfilm Erlöse uns von dem Bösen von 2014 erklingt der Doors-Song im Original während einer blutigen Exorzismus-Szene.

## Rezeption

### Chartplatzierungen
| ChartsChartplatzierungen     | Höchstplatzierung | Wochen |
| ---------------------------- | ----------------- | ------ |
| Vereinigtes Königreich (OCC) | 64 (2 Wo.)        | 2      |

### Auszeichnungen für Musikverkäufe
| Land/Region                  | Auszeichnungen für Musikverkäufe (Land/Region, Auszeichnung, Verkäufe) | Verkäufe |
| ---------------------------- | ---------------------------------------------------------------------- | -------- |
| Italien (FIMI)               | Gold                                                                   | 50.000   |
| Spanien (Promusicae)         | Gold                                                                   | 30.000   |
| Vereinigtes Königreich (BPI) | Silber                                                                 | 200.000  |
| Insgesamt                    | 1× Silber · 2× Gold ·                                                  | 280.000  |

Hauptartikel: The Doors/Auszeichnungen für Musikverkäufe